# Narumi Takahashi
Narumi Takahashi (高橋 成美, Takahashi Narumi, Asahikawa, Hokkaido, 15 de janeiro de 1992) é uma patinadora artística japonesa.. Com Ryo Shibata ela foi bicampeã do campeonato nacional japonês e disputaram os Jogos Olímpicos de Inverno de 2014 onde terminaram na décima oitava posição. Ela conquistou com Mervin Tran uma medalha de bronze em campeonatos mundiais e foi tetracampeã do campeonato nacional japonês.

## Vida pessoal
Narumi Takahashi nasceu em Asahikawa, Hokkaido, Japão. Por causa do trabalho de seu pai, a família se mudou para China quando ela tinha nove anos. Ela viveu na China durante cinco anos. Ela se mudou para Montreal, Quebec, Canadá para treinar com Tran em 2007.

## Principais resultados

### Duplas

#### Com Ryo Shibata
| Resultados                                            | Resultados    | Resultados        | Resultados    | Resultados    | Resultados    | Resultados    | Resultados    | Resultados    | Resultados    | Resultados    | Resultados    | Resultados    | Resultados    |
| Internacional                                         | Internacional | Internacional     | Internacional | Internacional | Internacional | Internacional | Internacional | Internacional | Internacional | Internacional | Internacional | Internacional | Internacional |
| Evento/Temporada                                      | 2016– 2017    | 2017– 2018        |               |               |               |               |               |               |               |               |               |               |               |
| ----------------------------------------------------- | ------------- | ----------------- | ------------- | ------------- | ------------- | ------------- | ------------- | ------------- | ------------- | ------------- | ------------- | ------------- | ------------- |
| Asian Open Figure Skating Trophy                      |               | Medalha de bronze |               |               |               |               |               |               |               |               |               |               |               |
| Jogos Asiáticos                                       | 6.ª           |                   |               |               |               |               |               |               |               |               |               |               |               |
| Nacional                                              |               |                   |               |               |               |               |               |               |               |               |               |               |               |
| Campeonato Japonês                                    | 4.ª           | Medalha de prata  |               |               |               |               |               |               |               |               |               |               |               |
|                                                       |               |                   |               |               |               |               |               |               |               |               |               |               |               |
| Legenda: Competição não foi disputada nesta temporada |               |                   |               |               |               |               |               |               |               |               |               |               |               |

#### Com Ryuichi Kihara
| Resultados | Resultados      | Resultados      | Resultados    | Resultados    | Resultados    | Resultados    | Resultados    | Resultados    | Resultados    | Resultados    | Resultados    | Resultados    | Resultados    |
| Internacional | Internacional   | Internacional   | Internacional | Internacional | Internacional | Internacional | Internacional | Internacional | Internacional | Internacional | Internacional | Internacional | Internacional |
| Evento/Temporada | 2013– 2014      | 2014– 2015      |               |               |               |               |               |               |               |               |               |               |               |
| --- | --------------- | --------------- | ------------- | ------------- | ------------- | ------------- | ------------- | ------------- | ------------- | ------------- | ------------- | ------------- | ------------- |
| Jogos Olímpicos |                 | 18.ª            |               |               |               |               |               |               |               |               |               |               |               |
| Campeonato Mundial | 17.ª            | 19.ª            |               |               |               |               |               |               |               |               |               |               |               |
| Campeonato dos Quatro Continentes                                                                                     |                 | 10.ª            |               |               |               |               |               |               |               |               |               |               |               |
| GP NHK Trophy |                 | 7.ª             |               |               |               |               |               |               |               |               |               |               |               |
| GP Rostelecom Cup |                 | 7.ª             |               |               |               |               |               |               |               |               |               |               |               |
| Lombardia Trophy | 7.ª             |                 |               |               |               |               |               |               |               |               |               |               |               |
| Nebelhorn Trophy | 11.ª            | 7.ª             |               |               |               |               |               |               |               |               |               |               |               |
| Nacional |                 |                 |               |               |               |               |               |               |               |               |               |               |               |
| Campeonato Japonês | Medalha de ouro | Medalha de ouro |               |               |               |               |               |               |               |               |               |               |               |
| Equipes |                 |                 |               |               |               |               |               |               |               |               |               |               |               |
| Jogos Olímpicos | 5.ª 5T/8P       |                 |               |               |               |               |               |               |               |               |               |               |               |
| |                 |                 |               |               |               |               |               |               |               |               |               |               |               |
| Legenda: GP = Grand Prix; T = Posição da equipe; P = Posição individual; Competição não foi disputada nesta temporada |                 |                 |               |               |               |               |               |               |               |               |               |               |               |

#### Com Mervin Tran

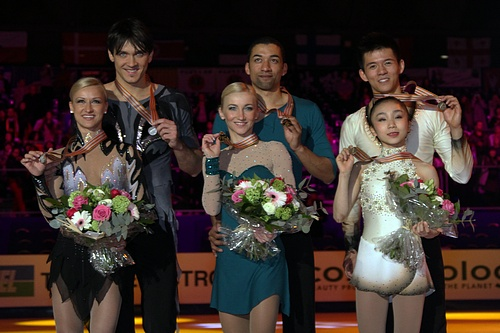
Takahashi e Tran no pódio do Campeonato Mundial de 2012.

| Resultados | Resultados      | Resultados        | Resultados        | Resultados        | Resultados        | Resultados    | Resultados    | Resultados    | Resultados    | Resultados    | Resultados    | Resultados    | Resultados    |
| Internacional | Internacional   | Internacional     | Internacional     | Internacional     | Internacional     | Internacional | Internacional | Internacional | Internacional | Internacional | Internacional | Internacional | Internacional |
| Evento/Temporada | 2007– 2008      | 2008– 2009        | 2009– 2010        | 2010– 2011        | 2011– 2012        | 2012– 2013    |               |               |               |               |               |               |               |
| --- | --------------- | ----------------- | ----------------- | ----------------- | ----------------- | ------------- | ------------- | ------------- | ------------- | ------------- | ------------- | ------------- | ------------- |
| Campeonato Mundial |                 |                   |                   | 9.ª               | Medalha de bronze |               |               |               |               |               |               |               |               |
| Campeonato dos Quatro Continentes |                 |                   | 5.ª               | 7.ª               | 5.ª               |               |               |               |               |               |               |               |               |
| GP Grand Prix Final |                 |                   |                   |                   | 6.ª               |               |               |               |               |               |               |               |               |
| GP Cup of China |                 |                   |                   |                   |                   | WD            |               |               |               |               |               |               |               |
| GP NHK Trophy |                 |                   | 8.ª               | Medalha de bronze | Medalha de prata  | WD            |               |               |               |               |               |               |               |
| GP Rostelecom Cup |                 |                   |                   | Medalha de prata  |                   |               |               |               |               |               |               |               |               |
| GP Skate Canada International |                 |                   |                   |                   | 4.ª               |               |               |               |               |               |               |               |               |
| Internacional – Júnior |                 |                   |                   |                   |                   |               |               |               |               |               |               |               |               |
| Campeonato Mundial Júnior | 15.ª            | 7.ª               | Medalha de prata  | Medalha de bronze |                   |               |               |               |               |               |               |               |               |
| JGP JGP Final |                 | 7.ª               | Medalha de prata  | Medalha de ouro   |                   |               |               |               |               |               |               |               |               |
| JGP JGP Alemanha | 6.ª             |                   |                   | Medalha de prata  |                   |               |               |               |               |               |               |               |               |
| JGP JGP Estados Unidos |                 |                   | Medalha de bronze |                   |                   |               |               |               |               |               |               |               |               |
| JGP JGP Estônia | 12.ª            |                   |                   |                   |                   |               |               |               |               |               |               |               |               |
| JGP JGP México |                 | 4.ª               |                   |                   |                   |               |               |               |               |               |               |               |               |
| JGP JGP Polônia |                 |                   | Medalha de ouro   |                   |                   |               |               |               |               |               |               |               |               |
| JGP JGP Reino Unido |                 | Medalha de bronze |                   | Medalha de prata  |                   |               |               |               |               |               |               |               |               |
| Nacional |                 |                   |                   |                   |                   |               |               |               |               |               |               |               |               |
| Campeonato Japonês |                 | Medalha de ouro   | Medalha de ouro   | Medalha de ouro   | Medalha de ouro   |               |               |               |               |               |               |               |               |
| Campeonato Japonês – Júnior | Medalha de ouro |                   |                   |                   |                   |               |               |               |               |               |               |               |               |
| Equipes |                 |                   |                   |                   |                   |               |               |               |               |               |               |               |               |
| Troféu Mundial por Equipes |                 |                   |                   |                   | 1T/3P             |               |               |               |               |               |               |               |               |
| |                 |                   |                   |                   |                   |               |               |               |               |               |               |               |               |
| Legenda: GP = Grand Prix; JGP = Grand Prix Júnior; WD = Abandonou; T = Posição da equipe; P = Posição individual; Competição não foi disputada nesta temporada |                 |                   |                   |                   |                   |               |               |               |               |               |               |               |               |

#### Com Yoshiaki Yamada
| Resultados                  | Resultados      | Resultados | Resultados | Resultados | Resultados | Resultados | Resultados | Resultados | Resultados | Resultados | Resultados | Resultados | Resultados |
| Nacional                    | Nacional        | Nacional   | Nacional   | Nacional   | Nacional   | Nacional   | Nacional   | Nacional   | Nacional   | Nacional   | Nacional   | Nacional   | Nacional   |
| Evento/Temporada            | 2006– 2007      |            |            |            |            |            |            |            |            |            |            |            |            |
| --------------------------- | --------------- | ---------- | ---------- | ---------- | ---------- | ---------- | ---------- | ---------- | ---------- | ---------- | ---------- | ---------- | ---------- |
| Campeonato Japonês – Júnior | Medalha de ouro |            |            |            |            |            |            |            |            |            |            |            |            |
|                             |                 |            |            |            |            |            |            |            |            |            |            |            |            |

#### Com Gao Yu pela China
| Resultados        | Resultados | Resultados | Resultados | Resultados | Resultados | Resultados | Resultados | Resultados | Resultados | Resultados | Resultados | Resultados | Resultados |
| Nacional          | Nacional   | Nacional   | Nacional   | Nacional   | Nacional   | Nacional   | Nacional   | Nacional   | Nacional   | Nacional   | Nacional   | Nacional   | Nacional   |
| Evento/Temporada  | 2003– 2004 |            |            |            |            |            |            |            |            |            |            |            |            |
| ----------------- | ---------- | ---------- | ---------- | ---------- | ---------- | ---------- | ---------- | ---------- | ---------- | ---------- | ---------- | ---------- | ---------- |
| Campeonato Chinês | 6.ª        |            |            |            |            |            |            |            |            |            |            |            |            |
|                   |            |            |            |            |            |            |            |            |            |            |            |            |            |